# Wenzhou
Wenzhou (en chino, 溫州, en wenzhounés: Yuziou [ʔy33–11 tɕiɤu33–32], en mandarín: Wēnzhōuⓘ) es una ciudad-prefectura de la República Popular China perteneciente a la  provincia de Zhejiang. La prefectura ocupa un área total de 11 784 km²; la ciudad propiamente dicha tiene 1,42 millones habitantes y el área metropolitana, 9,6 millones. La lengua local no es el mandarín sino una variedad de chino wu (吳語, wúyǔ), un "fósil del antiguo chino".
La ciudad es también conocida como lugar de origen de numerosos emigrantes instalados en Europa y en los Estados Unidos. Sus habitantes son apodados "los judíos de Oriente", por su capacidad para prosperar en lugares remotos, en parte por su dotes comerciales y en parte por sus lazos personales. Más de la mitad de los 1,7 millones de inmigrantes chinos registrados en Europa provienen de Wenzhou y de Qingjian (históricamente, parte de la propia Wenzhou); la mayor parte de ellos se concentra en unas pocas ciudades.

## Geografía física

### Ubicación
Wenzhou está localizada en la margen sur de la desembocadura del río Ou; se encuentra rodeada por colinas y montañas, así que durante mucho tiempo estuvo prácticamente aislada, lo cual permitió, entre otras cosas, el mantenimiento de su lengua. Hasta 1995 no tuvo aeropuerto y hasta 1998 no llegó el ferrocarril. No obstante, siempre dispuso de un importante puerto comercial.

## Administración
La ciudad-prefectura de Wenzhou se divide en 12 localidades que se administran en; 4 distritos urbanos, 3 ciudades suburbanas y 5 condados.
| Distritos         | Población (2000) | Población (2010) | Área   |
| ----------------- | ---------------- | ---------------- | ------ |
| Lucheng (鹿城区)  | 875,006          | 1,293,300        | 294.38 |
| Longwan (龙湾区)  | 204,935          | 749,300          | 279    |
| Ouhai (瓯海区)    | 835,607          | 996,900          | 614.5  |
| Dongtou (洞头区)  | 96,744           | 87,700           | 100    |
| Ciudades          |                  |                  |        |
| Ruian (瑞安市)    | 1,207,788        | 1,424,700        | 1271   |
| Yueqing (乐清市)  | 1,162,765        | 1,389,300        | 1174   |
| Condados          |                  |                  |        |
| Yongjia (永嘉县)  | 722,390          | 789,200          | 2674   |
| Pingyang (平阳县) | 740,448          | 761,700          | 1042   |
| Cangnan (苍南县)  | 1,167,589        | 1,184,600        | 1272   |
| Wencheng (文成县) | 264,878          | 212,100          | 1271   |
| Taishun (泰顺县)  | 279,799          | 233,400          | 1762   |

## Historia
Wenzhóu, conocida también como Yongjia, tiene una historia que se remonta al año 2500 a. C. cuando se hizo conocida por sus cerámicas. En el siglo II a. C. se la conocía como "Reino de Dong'ou". Durante la dinastía Tang se le concedió el estatus de prefectura; empezó a ser llamada por su nombre actual en el año 675.
La ciudad ha desempeñado un importante papel económico durante su historia, gracias a la situación de su puerto que permitía el acceso a las montañas del interior de la provincia de Zhejiang. En 1876 la ciudad quedó abierta para el comercio exterior del té aunque jamás se construyó ningún asentamiento extranjero.
Durante la guerra sino-japonesa de 1937-1942, Wenzhou se convirtió también en un puerto de crucial importancia ya que fue uno de los pocos que permaneció bajo control de los chinos. En los últimos años de la guerra empezó a perder importancia que recuperó en 1955 al restablecerse el comercio en la costa de Zhejiang y sigue siendo el puntal económico, político y cultural del sudeste de Zhejiang.

## Geografía humana

### Lengua, cultura y religión
Los habitantes de Wenzhou hablan el wenzhounés, un dialecto del chino wu la familia del de los habitantes de Hangzhou y Shanghái. El aislamiento geográfico ha añadido algunos hablantes del dialecto min del sur procedentes de la vecina provincia de Fujian. Esto ha provocado que el dialecto wenzhounés que se habla en la ciudad se haya descrito como "extremadamente excéntrico" o como un "fósil del chino antiguo". 
En torno al 11% de la población es cristiana, una proporción elevada para china. La mayoría de ellos, evangélicos.

### Demografía. Emigración.
La ciudad es también conocida por ser el lugar de origen de numerosos emigrantes que viven en Europa (particularmente famosa es la comunidad en la ciudad italiana de Prato) y en los Estados Unidos. Los habitantes de Wenzhou son gente emprendedora que regenta restaurantes o tiendas en sus países de adopción. Aunque ha habido emigrantes de Wenzhou en Europa desde la Primera Guerra Mundial (en particular, en Francia), la gran emigración despegó en los años 80 y en los 90, conforme salir de China se volvió más fácil; inicialmente partieron sobre todo personas de los entornos rurales, con menos recursos, sin tierras pero con fuertes lazos familiares; de hecho, buena parte de las comunidades en Europa forman sus relaciones no tanto como provenientes de Wenzhou, sino como provenientes de las distintas áreas rurales de Wenzhou. Esas relaciones son críticas, pues la confianza es un aspecto clave de su éxito; en particular, en las redes personales de préstamos (que, como tales, deben ser devueltos, muchas veces, con largas horas de trabajo; de hecho, en 2012 el Consejo de Estado chino comenzó por Wenzhou un proyecto de reforma financiera para, precisamente, legalizar y regularizar el ingente sistema informal de préstamo). Los sectores en los que suelen trabajar son tres ("sa bo de" o "tres cuchillos"): textil, cuero y restauración. En Italia, por ejemplo, son prominentes en el textil en Prato; en el cuero, en Florencia; y en restauración, en Milán. Cuando optan por los restaurantes, no suelen ser de comida de Wenzhou, sino de comida local o asiático-japonesa. En general mantienen la nacionalidad china, aunque lleven décadas en Europa, pues no es posible la doble nacionalidad y perderían un importante activo para hacer negocios con su madre patria. Su crecimiento, y el de su influencia (por su éxito económico y su concentración geográfica), es un tema político complicado: en Elche, en cuyo polígono del Carrús la mitad de las naves son ya de propietarios chinos, se produjeron actos de vandalismo en 2004; en Prato, donde la población china es, en porcentaje, muy numerosa, es un tema candente en las elecciones municipales; en 2016 se produjo en París la mayor manifestación de chinos tras el asesinato de un sastre.

### Economía
Aislada, sin apenas recursos naturales más que la alunita, pero con un puerto y una histórica sensibilidad comercial, Wenzhou fue una de las primeras ciudades de China donde comenzaron las reformas capitalistas.
40 años después, Wenzhou se ha convertido en un importante polo industrial y comercial. De allí provienen, por ejemplo, la mayoría de los botones del mundo y muchos de sus mecheros (mercados que conquistó en los años 90), así como gafas, zapatos o artículos eróticos. Sus industrias principales son la maquinaria eléctrica, la marroquinería, la manufactura del plástico, los textiles, el equipamiento de transporte, los químicos, el metal y el procesado del metal.
Los productos alimenticios que se producen en Wenzhou son principalmente el té y el vino.

## Clima
Tiene un clima templado con una temperatura media de 18 °C. La media de precipitación anual es de 1800 mm. Situada en la costa del mar de China Meridional, la ciudad dispone de más de 350 kilómetros de costa.
| Parámetros climáticos promedio de Wenzhou   | Parámetros climáticos promedio de Wenzhou | Parámetros climáticos promedio de Wenzhou | Parámetros climáticos promedio de Wenzhou | Parámetros climáticos promedio de Wenzhou | Parámetros climáticos promedio de Wenzhou | Parámetros climáticos promedio de Wenzhou | Parámetros climáticos promedio de Wenzhou | Parámetros climáticos promedio de Wenzhou | Parámetros climáticos promedio de Wenzhou | Parámetros climáticos promedio de Wenzhou | Parámetros climáticos promedio de Wenzhou | Parámetros climáticos promedio de Wenzhou | Parámetros climáticos promedio de Wenzhou |
| Mes                                         | Ene.                                      | Feb.                                      | Mar.                                      | Abr.                                      | May.                                      | Jun.                                      | Jul.                                      | Ago.                                      | Sep.                                      | Oct.                                      | Nov.                                      | Dic.                                      | Anual                                     |
| ------------------------------------------- | ----------------------------------------- | ----------------------------------------- | ----------------------------------------- | ----------------------------------------- | ----------------------------------------- | ----------------------------------------- | ----------------------------------------- | ----------------------------------------- | ----------------------------------------- | ----------------------------------------- | ----------------------------------------- | ----------------------------------------- | ----------------------------------------- |
| Temp. máx. media (°C)                       | 12.2                                      | 12.4                                      | 15.3                                      | 20.6                                      | 24.7                                      | 28.3                                      | 32.2                                      | 31.9                                      | 28.8                                      | 24.8                                      | 20.1                                      | 15.2                                      | 22.2                                      |
| Temp. mín. media (°C)                       | 5.0                                       | 5.7                                       | 8.6                                       | 13.3                                      | 18.0                                      | 22.0                                      | 25.0                                      | 25.0                                      | 21.9                                      | 17.2                                      | 12.1                                      | 6.9                                       | 15.1                                      |
| Precipitación total (mm)                    | 58.3                                      | 82.7                                      | 145.1                                     | 161.7                                     | 203.4                                     | 245.5                                     | 178.4                                     | 250.1                                     | 204.9                                     | 95.0                                      | 74.7                                      | 42.6                                      | 1742.4                                    |
| Días de precipitaciones (≥ 0.1 mm)          | 13.5                                      | 14.8                                      | 19.0                                      | 18.4                                      | 18.4                                      | 18.1                                      | 14.7                                      | 16.6                                      | 13.4                                      | 10.3                                      | 9.4                                       | 8.1                                       | 174.7                                     |
| Horas de sol                                | 113.2                                     | 90.5                                      | 96.4                                      | 119.5                                     | 122.0                                     | 126.9                                     | 214.8                                     | 213.3                                     | 166.2                                     | 157.0                                     | 138.2                                     | 148.0                                     | 1706.0                                    |
| Humedad relativa (%)                        | 76                                        | 79                                        | 82                                        | 83                                        | 84                                        | 88                                        | 84                                        | 82                                        | 81                                        | 77                                        | 74                                        | 72                                        | 80.2                                      |
| Fuente: China Meteorological Administration |                                           |                                           |                                           |                                           |                                           |                                           |                                           |                                           |                                           |                                           |                                           |                                           |                                           |

## Ciudades hermanadas
- Condado de Union (Nueva Jersey), Estados Unidos
- Provincia de Prato, Italia
- Alicante, España
- Ishinomaki, Japón
- Port-Gentil, Gabón
- Ciudad de Gießen, Alemania
- Ipoh, Malasia

## Personas destacadas
- Wang Xizhi 王羲之 (303–361), sabio de la caligrafía china
- Xie Lingyun 謝靈運 (385–433), poeta
- Wang Shipeng 王十朋 (1112–1171), estadista y escritor
- Ye Shi 葉適 (1150–1223), filósofo, la figura más importante de la escuela Yongjia neoconfucianista
- Liu Ji 劉基 (1311–1375), gran estratega y estadista de la dinastía Ming
- Zhang Cong 張璁 (1475–1539), primer ministro en la dinastía Ming
- Sun Yirang 孫詒讓 (1848–1908), erudito, educador y estudioso de las antiguas escrituras en bronce y en huesos oraculares
- Zheng Zhenduo 鄭振鐸 (1898–1958), escritor y erudito
- Zheng Manqing (Cheng Man-ch'ing) 鄭曼青 (1902–1975), pintor, calígrafo, poeta, doctor y maestro de taichí chuan
- Su Buqing 蘇步青 (1902–2003), matemático y educador, presidente de Universidad Fudan
- Xia Nai 夏鼐 (1910–1985), arqueólogo
- Gu Chaohao 谷超豪 (1926-), matemático, presidente de la Universidad de Ciencia y Tecnología de China
- Yang Huanming (1952-), genetista
- Feng Zhenghu (1954-), economista
- Zhu Chen 諸宸 (1976–), Gran Maestra Internacional de ajedrez y campeona mundial
- Zhu Qinan 朱启南 (1984–), medallista de oro olímpico en 2004.
- Winwin  董思成 (1997–), actor,

modelo, cantante.
- Justin 黄明昊 (2022–),

cantante.